# Coronamiento (náutica)

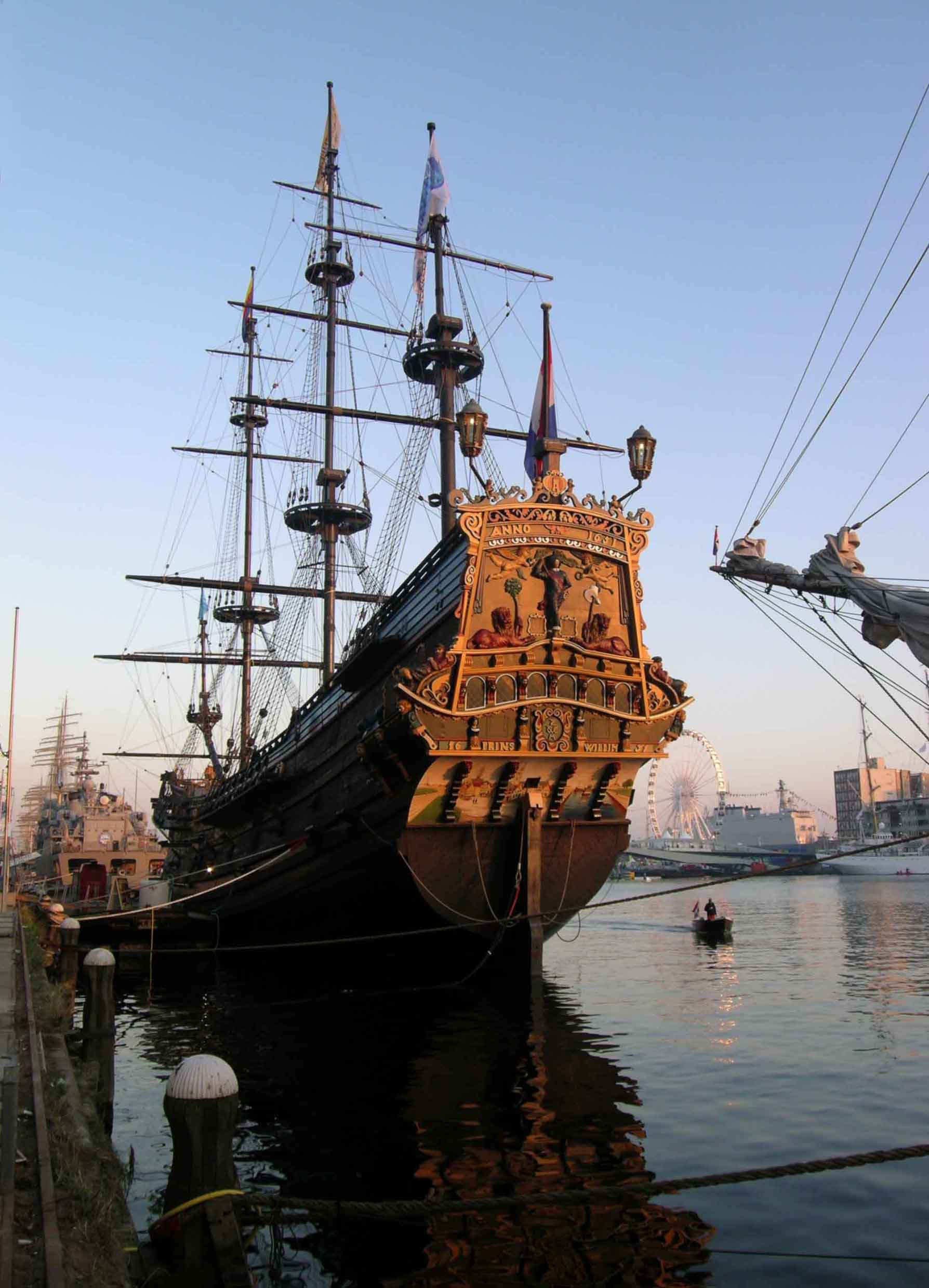
Puerto de Amsterdam

En náutica, el coronamiento es la parte de la borda de un barco correspondiente a la popa, de aleta a aleta. (fr. Couronnement; ing. Taffarel, Taffrail; it. Coronamento).
Su forma general es la de un arco convexo o curva arrufada, de cuya parte media o punto culminante, sale el asta para la bandera. O bien se apoya y descansa en él, la botavara de la vela cangreja de popa en aquellos buques que en su aparejo llevan tal percha.
El borde alto o canto del coronamiento, como remate superior de la fachada de popa, suele llevar un moldurón circular más o menos ornamental.